# Kanina
Kanina è una città dell'India di 10.196 abitanti, situata nel distretto di Mahendragarh, nello stato federato dell'Haryana. In base al numero di abitanti la città rientra nella classe IV (da 10.000 a 19.999 persone).

## Geografia fisica
La città è situata a 28° 19' 60 N e 76° 19' 0 E e ha un'altitudine di 245 m s.l.m..

## Società

### Evoluzione demografica
Al censimento del 2001 la popolazione di Kanina assommava a 10.196 persone, delle quali 5.299 maschi e 4.897 femmine. I bambini di età inferiore o uguale ai sei anni assommavano a 1.451, dei quali 779 maschi e 672 femmine. Infine, coloro che erano in grado di saper almeno leggere e scrivere erano 7.058, dei quali 4.175 maschi e 2.883 femmine.